# Șomănești, Gorj
Șomănești este un sat în comuna Telești din județul Gorj, Oltenia, România.

## Personalități
- Vasile Lascăr (1853 - 1907), avocat, politician, ministru de finanțe.

 Acest articol despre o localitate din județul Gorj este deocamdată un ciot. Puteți ajuta Wikipedia prin completarea lui.